# St. Maria Magdalena (Köln)

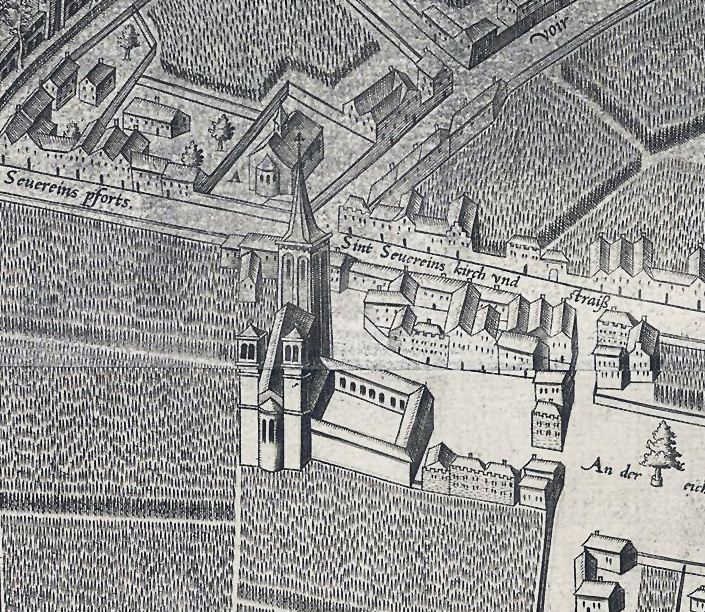
Stadtansicht nach Mercator 1571. Ausschnitt St. Severin und St. Maria Magdalena

 St. Maria Magdalena  war eine katholische Kölner Pfarrkirche. Sie entstand vor 1196 als Pfarrkapelle des Stiftes St. Severin und wurde 1805 niedergelegt.

## Geschichte
Die durch das Stift St. Severin erbaute Vikariatskapelle St. Maria Magdalena wurde in Schreinsurkunden zum Ende des 12. Jahrhunderts (1190–1215) erstmals erwähnt. Eine Urkunde des Stiftes aus dem Jahr 1196 vermerkt die Stiftung für eine Memorie sowie die Kostenübernahme der Beleuchtung der Kapellen des heiligen Egidius und der heiligen Magdalena während der Sonntagnächte. Weitere urkundliche Erwähnungen als Kapelle erfolgten in den Jahren 1218 und 1251. Im Jahr 1312 und 1313 wurde dann ihre Eigenschaft als Pfarrkirche angedeutet. Erwähnt wurde ein ihr zugeordneter, ständiger Plebanus, der offenbar sein eigenes Kirchspiel betreute.

### Umfeld und Bauwerk

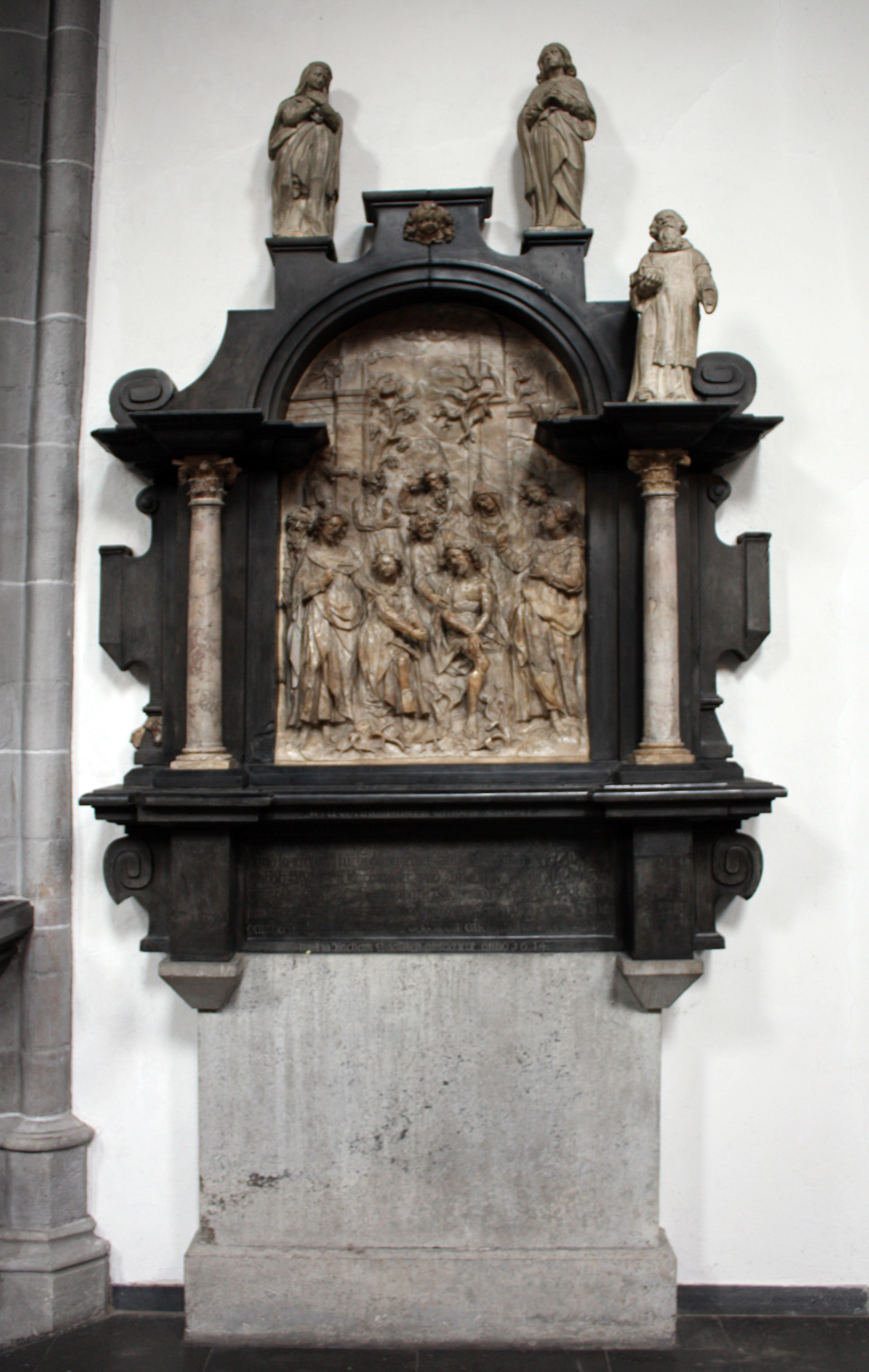
Memorienaltar (1614). Stifter war der Kirchenmeister Deutzmann

Der Bau der im romanischen Stil errichteten Kapelle fiel wahrscheinlich in die Amtszeit des „Konrad von Blankenheim“ (1165–1196), in der dieser als Propst das in der südlichen Vorstadt gelegene Severinstift leitete. Das von einem kleinen Grundstück umschlossene Bauwerk lag, durch die Straße getrennt, gegenüber der Severinskirche. Inmitten von Weinfeldern grenzte im Norden der Kirche ein Kirchhof an, hinter dem der „Walravenhof“ (Höhe Brunostr. / An St. Magdalenen) lag. Nach Westen endeten die Weingärten an der Stadtmauer. Vor der Severinstraße stand auf dem Nachbargrundstück in Richtung Severinstorburg das Dinghaus der Schöffen, die alte Schmiede des Viertels (Haus Balchem), und das Zollhaus. Zur Stadt hin, stand über die Straße „An St. Magdalenen“ hinweg, an der „Severinstraissen“ der Hof der „Mommersloch“, dem sich St. Bonifatius anschloss.

### Kapelle/Pfarrkirche
Das Langschiff der Saalkirche hatte eine Länge von etwa 11,50 m und eine Breite von ungefähr 7 m. Es schloss mit einer runden Chornische, deren Durchmesser etwa 4,50 m betragen haben soll, nach Osten ab. Der Bau trug mittig auf seinem Satteldach einen kleinen quadratischen Dachreiter. Das nördlich gelegene Küsterhaus war durch einen überdachten Gang mit der Kirche verbunden.
Urkundlich in den Schreinsbüchern erwähnt wurden für die Jahre 1361 und 1366 zwei Nebenaltäre, die dem Sankt Eustacii (Schreinsbuch 385, f. 24) und dem Sankt Sebastiani geweiht waren (Schreinsbuch 335, f. IIb);

## Ende und Nachlass

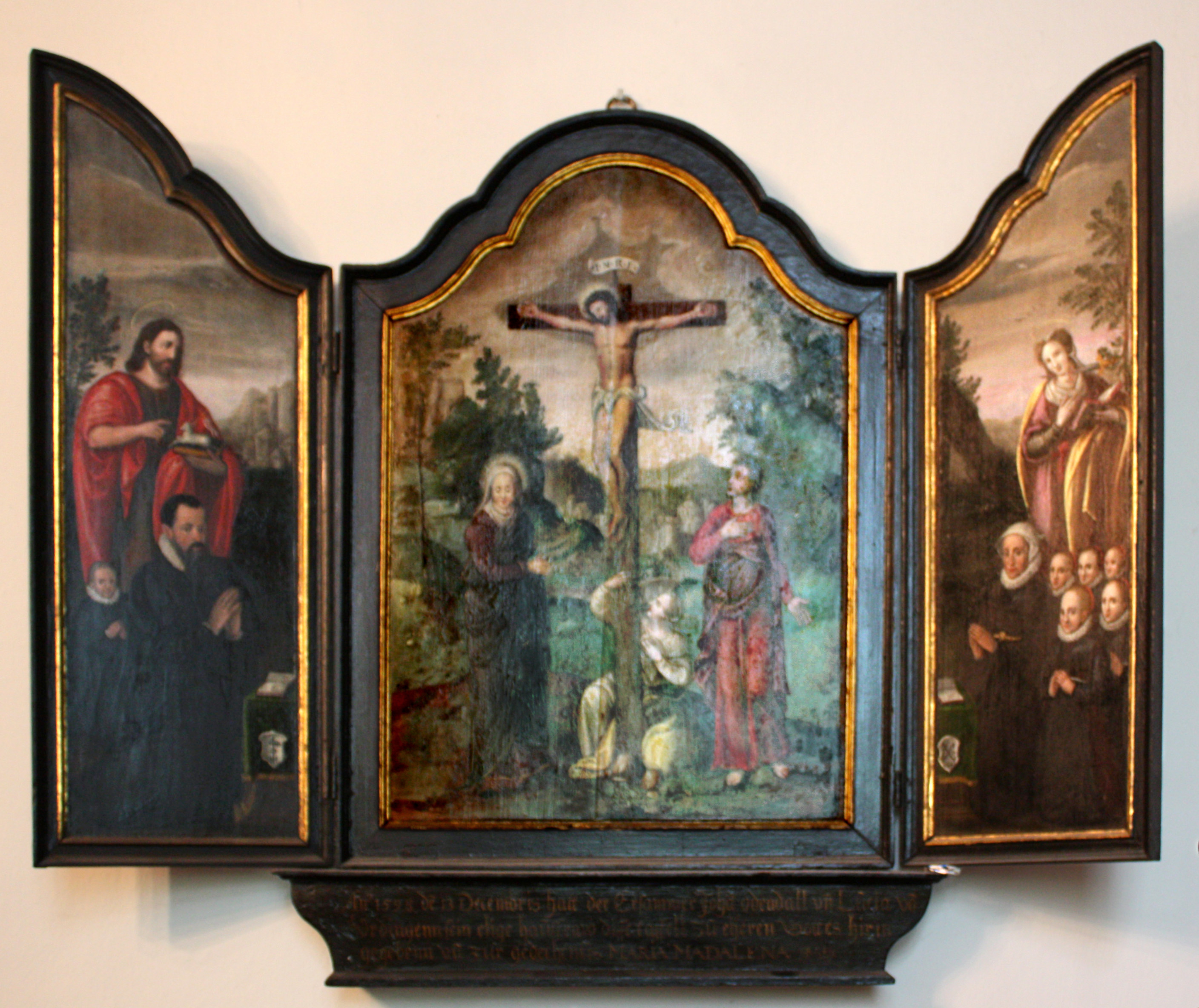
Stifterbild (1593)

Wie viele der Kölner Kirchen und Klöster wurde sie während der Säkularisation im Jahr 1802 geschlossen und 1805 abgebrochen. Auf dem dann der St. Severinskirche übertragenen Gelände der niedergelegten Kirche und des Kirchhofes wurden in den Jahren 1834/35 ein neues Pfarrhaus mit Wohnungen für den Kaplan und den Küster der Pfarre errichtet.

### Erhaltenes Inventar
Teile des Inventars blieben bis heute erhalten. Die Kölner Universitäts- und Stadtbibliothek erhielt ein Missale des Lazarusaltars. Weitere Teile ihres Inventars befinden sich heute in St. Severin sowie im Wallraf-Richartz-Museum der Stadt Köln.
In Bestand des Museums befindet sich:
- Ein mit zwei Wappen verziertes Gemälde (Leinwand 1,20 × 1,46 m) der Kreuzigung mit dem Bildnis des Bannerherren Laurenz Schwarzburg und seiner Frau. Es trägt die Inschrift -

Herr Gerit Schwartzbitch, Bannerherr, und Anna sin Hawtzfrawe hat dit gegeben AO 1564
Aus der Kirche St. Maria Magdalena befinden sich noch in der Kirche St. Severin
- Ein Epitaph des Stifters und Kirchenmeisters Jakob Deutzmann und seiner Gattin Christina. Es ist ein aus Marmor gefertigter Memorienaltar aus dem Jahr 1614. Die eingearbeitete Schnitzerei, welche die Auferweckung des Lazarus darstellt, soll auch Bezug zu dem hinter St. Maria Magdalena gelegenen Kirchhof gehabt haben. Die Schnitzerei wurde von dem Drechsler Johann in der Mühlen geliefert.[4]
- Vier kostbare Kelche des 18. Jahrhunderts
- Ein Ölbild auf Holz; es hängt heute in der Sakristei von St. Severin. Der unbekannte Maler stellte in der Mitte des Flügelbildes die Kreuzigung Jesu dar und bildete auf den Seitentafeln die Personen der Stifterfamilie ab. Stifter waren der „Kirchenmeister“ Johann Odendall und seine Frau Lucia. Der unter dem Mittelteil angebrachte Text heißt in etwa:

„Ano 1598 dé 13 Decembris hatt der Ersammer Johá odenhall, vn Lúcia vó Urdingenn sein elige haúfraw, disse taffel zú eheren Gotes hirin gegebenn vú zúr gedechnis MARIA MAGDALENA“